# Rhodnius
Rhodnius is een geslacht van wantsen uit de familie van de Reduviidae (Roofwantsen). Het geslacht werd voor het eerst wetenschappelijk beschreven door Carl Stål in 1859.

## Soorten
Het genus bevat de volgende soorten:

- Rhodnius amazonicus Almeida, Santos & Sposina, 1973
- Rhodnius arthuri (Pinto, 1926)
- Rhodnius barretti Abad-Franch, Palomeque & Monteiro in Abad-Franch et al., 2013
- Rhodnius brethesi Matta, 1919
- Rhodnius colombiensis Moreno Mejía, Galvão & Jurberg, 1999
- Rhodnius coreodes (Bergroth, 1911)
- Rhodnius dalessandroi Carcavallo & Barreto, 1976
- Rhodnius domesticus Neiva & Pinto, 1923
- Rhodnius dunni Pinto
- Rhodnius ecuadoriensis Lent & León, 1958
- Rhodnius jacundaensis Serra, Serra, Atzinger & Von
- Rhodnius marabaensis dos Santos Souza, Barbosa Von Atzingen, Furtado, de Oliveira, Damieli Nascimento, Pagotto Vendrami, Gardim, da Rosa, 2016
- Rhodnius micki Zhao, Galvão & Cai, 2021
- Rhodnius milesi Carcavallo, Rocha, Galvão & Jurberg, 2001
- Rhodnius montenegrensis da Rosa et al., 2012
- Rhodnius nasutus Stål, 1859
- Rhodnius neglectus Lent, 1940
- Rhodnius neivai Lent, 1953
- Rhodnius pallescens Barber, 1932
- Rhodnius paraensis Sherlock, Guitton & Miles, 1977
- Rhodnius pictipes Stål, 1872
- Rhodnius prolixus Stål, 1859
- Rhodnius robustus Larrousse, 1927
- Rhodnius stali Lent, Jurberg & Galvão, 1993
- Rhodnius taquarussuensis da Rosa et al., 2017
- Rhodnius tertius (Lent & Jurberg, 1966)